# Ankichi Arakaki

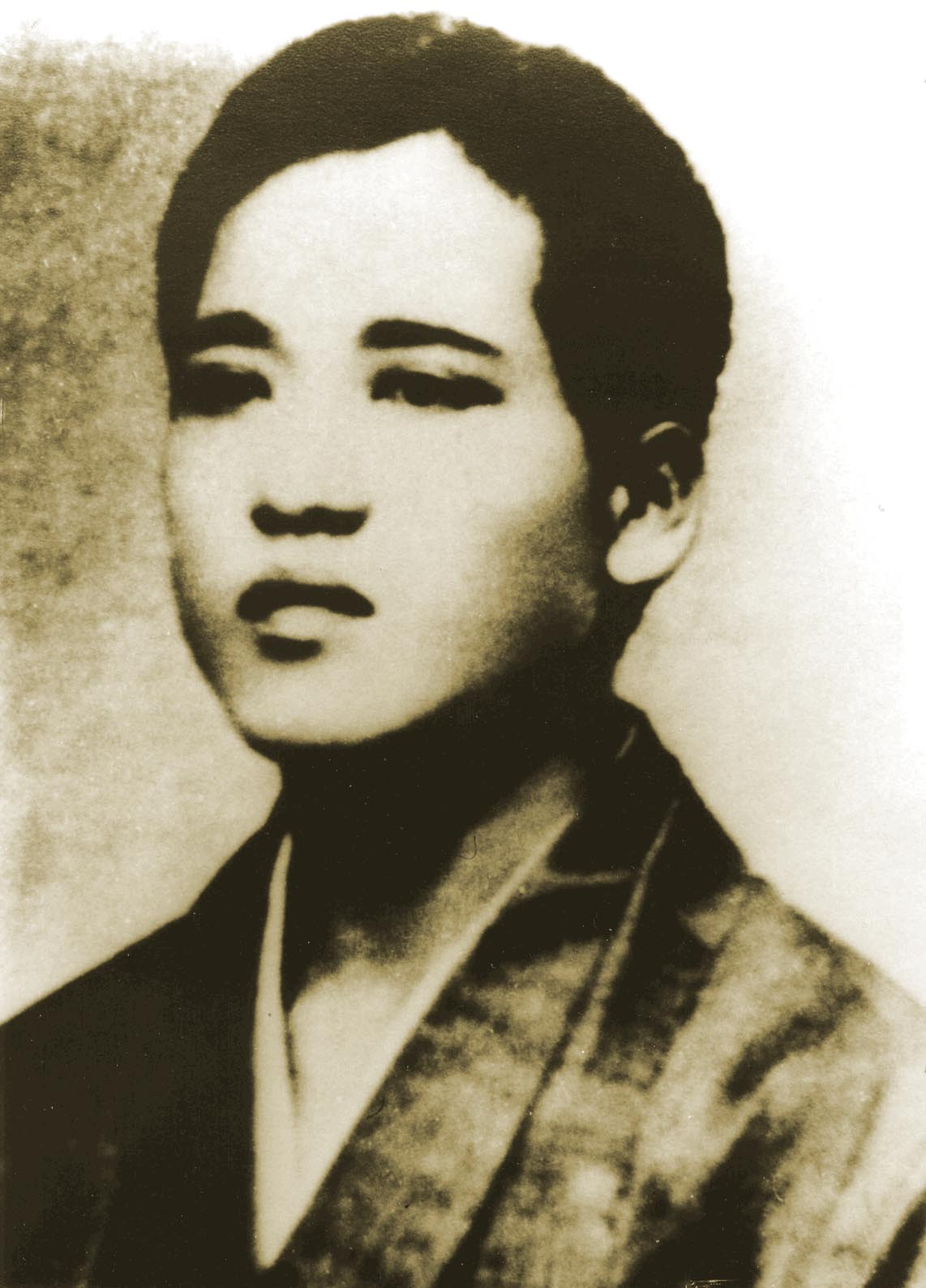
Ankichi Arakaki (bl. 1927)

Ankichi Arakaki (japanisch 新垣 安吉, Arakaki Ankichi; * 1899 im Dorf Akata, Provinz  Shuri (Okinawa); † 28. Dezember 1927 in Kadena, Okinawa) war einer der prägendsten Kampfkunstexperten des Shorin-ryu Karate und des Kobudo. Er wurde als erstes von 11 Kindern geboren.
In jungen Jahren begann er mit dem Karate-Unterricht bei seinem Grundschullehrer Shinpan Gusukuma (1890–1954). Später wurde er von Chomo Hanashiro (1869–1945) und Chibana Chōshin (1885–1969), dem Gründer des Kobayashi Shorin-Ryu, unterrichtet.
Ankichi Arakaki war Lehrer von Shoshin Nagamine, der später das Matsubayashi-Ryu Karate begründete. Von 1927 bis 1928 unterrichtete er Richard Kim den Begründer des Shorinji ryu und Kokusai Butokukai.